# Vier Minuten
Vier Minuten is een Duitse film uit 2006 geregisseerd door Chris Kraus. Het scenario is geschreven door Chris Kraus en de hoofdrollen worden vertolkt door Monica Bleibtreu, Hannah Herzsprung, Sven Pippig, en Richy Müller.

## Verhaal
Jenny (Hannah Herzsprung) zit haar gevangenisstraf wegens moord uit in een vrouwengevangenis. Ze was ooit een pianotalent, maar valt nu onder de lastig te behandelen gevangenen in de gevangenis.
Jenny ontmoet de pianolerares Traude Krüger (Monica Bleibtreu) die al meer dan 60 jaar pianoles geeft in de gevangenis. Traude heeft veel moeite met het gedrag en de mentaliteit van Jenny, maar in het verloop van het verhaal krijgen de twee een intiemere band. Traude wil Jenny laten deelnemen aan een competitie voor pianotalenten, maar Jenny kan moeilijk de vereiste discipline opbrengen.
De slotscène, waarin te zien is hoe Jenny aan de competitie deelneemt, duurt vier minuten.

## Rolverdeling
| Acteur            | Personage           | Opmerkingen |
| ----------------- | ------------------- | ----------- |
| Hoofdrollen       |                     |             |
| Monica Bleibtreu  | Traude Krüger       |             |
| Hannah Herzsprung | Jenny von Loeben    |             |
| Bijrollen         |                     |             |
| Richy Müller      | Kowalski            |             |
| Jasmin Tabatabai  | Medegevangene       |             |
| Nadja Uhl         | Psychologe          |             |
| Sven Pippig       | Cipier              |             |
| Vadim Glowna      | Vader Jenny         |             |
| Stefan Kurt       | Gevangenisdirecteur |             |

## Prijzen en nominaties
Een selectie:
| Jaar | Evenement             | Categorie                  | Genomineerde | Resultaat |
| ---- | --------------------- | -------------------------- | ------------ | --------- |
| 2006 | Shanghai (9de editie) | Gouden Jue voor beste film | Vier minuten | Gewonnen  |